# Jean-Claude Jay
Jean-Claude Jay est un acteur français.

## Filmographie

### Cinéma
- 1977 : Qu'est-ce que tu veux Julie ? : le récitant
- 1979 : Il y a longtemps que je t'aime : Charlie
- 1979 : La Dérobade
- 1979 : I... comme Icare : le sénateur Albert Philippe
- 1983 : Les Bancals : le caissier affable
- 1983 : Les Yeux des oiseaux : Mikael Paulokov
- 1984 : L'Addition
- 1985 : Péril en la demeure : le père
- 1985 : Escalier C : Messinger
- 1994 : Jeanne la Pucelle : Jacques Alain
- 1996 : Les Caprices d'un fleuve : Iphicrate
- 1999 : Le Temps retrouvé : le Duc de Guermantes
- 2003 : Qui a tué Bambi ? : le chirurgien aux cheveux blancs
- 2003 : Le Coût de la vie : le père de Milène
- 2007 : Molière : Charles Dufresne
- 2008 : Hello Goodbye : le père d'Alain
- 2011 : Les Femmes du 6e étage : Pelletier
- 2011 : La Taupe : le français dans la résidence
- 2014 : Débutants
- 2015 : La Dernière Leçon : Georges

### Télévision
- 1972 : Frédéric II : le président du conseil
- 1974 : Les Cinq Dernières Minutes : Frère Georges (1 épisode)
- 1974 : Ardéchois cœur fidèle : Soissons
- 1975-1983 : Messieurs les jurés : Maître Arnaud-Guilhem (2 épisodes)
- 1979 : Brigade des mineurs : le juge (1 épisode)
- 1979 : L'Île aux trente cercueils : le médecin-chef
- 1979 : Les Dames de la côte : Armand
- 1980 : Les Dossiers éclatés : le vieux de la clairière (1 épisode)
- 1980 : Les Dossiers de l'écran : le sénateur Fall (1 épisode)
- 1984 : La Dictée : le curé (2 épisodes)
- 1985 : Le Monde désert : le juge
- 1988 : Anges et Loups : Mirades
- 1991 : V comme vengeance : Corbara (1 épisode)
- 1993 : Le Sang des innocents
- 1995 : Julie Lescaut : Muller (1 épisode)
- 1995 : La Vie de Marianne
- 1997 : La Famille Sapajou : le Général Victor La Landelle
- 1997 : Quai n°1 : Gauthier (1 épisode)
- 1999 : Sapajou contre Sapajou : le Général La Landelle
- 2003 : Une femme d'honneur : Louis Guéret (1 épisode)
- 2003 : Les Parents terribles : Georges
- 2008 : À droite toute : M. Houssenot
- 2010 : Au siècle de Maupassant : Aristide Beaubois de Montsablé (1 épisode)

## Théâtre
- 1968 : Henry IV de Pirandello
- 1983 : Racine(s), extraits de pièces de Jean Racine, adaptation de Jean-Louis Martinoty, scénographie et costumes d'Olivier Debré, chapelle des Pénitents blancs, festival d'Avignon, 1983.